# Dyrektywy sądowego wymiaru kary
Dyrektywy sądowego wymiaru kary – ustawowo określone wskazówki dla sądu, dotyczące wyboru kary lub środka karnego. Wiążą się z celem orzekania kary określonych w Kodeksie karnym i realizują funkcję ochronną prawa karnego.

## Dyrektywa prewencji indywidualnej
Podstawowym kryterium orzeczenia kary (środka karnego) jest przede wszystkim osobowość skazanego. Sąd, aby kierować się prewencją indywidualną, musi przedstawić prognozę kryminologiczną co do przyszłego społecznego zachowania się danego sprawcy oraz prognozę prawdopodobnego przyszłego reagowania na określoną karę w trakcie jej wykonywania. Później powinien orzec taką karę, która zapewni prawdopodobieństwo osiągnięcia celu wychowawczego lub społecznej readaptacji sprawcy i zapobiegnie jego powrotowi do przestępstwa.
W odniesieniu do nieletniego i młodocianego sąd ma kierować się przede wszystkim tym, aby sprawcę wychować.

## Dyrektywa prewencji generalnej
Prewencja generalna ma na celu kształtowanie świadomości prawnej społeczeństwa.

## Dyrektywa zadośćuczynienia pokrzywdzonemu
Powinna być uwzględniana na płaszczyznach:
- orzeczenia kary w takim rozmiarze i o takim charakterze, aby nie pozbawić pokrzywdzonego możliwości dochodzenia swoich roszczeń wobec sprawcy,
- ustalenia dolegliwości kary, przy uwzględnieniu stanowiska pokrzywdzonego.